# Prost JS45
El Prost JS45 fue el coche de carreras de Fórmula 1 con el que el equipo Prost compitió en la temporada 1997 de Fórmula 1, y el primer coche con la insignia de Prost tras la adquisición de Ligier por parte de Alain Prost en febrero de 1997.

## Desarrollo
La adquisición de Ligier de manos de Flavio Briatore por parte de Prost, y su posterior cambio de nombre en su honor, marcó el final del nombre Ligier en la F1 después de su participación en el deporte desde 1976. Sin embargo, el coche había sido diseñado y construido de antemano, por lo que conservó su Ligier designación de JS45. También se mantuvieron los motores Mugen Honda y el patrocinio de Gauloises, aunque el equipo optó por neumáticos Bridgestone en el primer año de F1 de la compañía japonesa.

## Historia
El piloto principal de Prost era Olivier Panis, que había conducido para Ligier desde 1994, mientras que el segundo asiento lo ocupó el novato japonés Shinji Nakano, en gran parte debido a la presión de los proveedores de motores Mugen.
En las primeras seis carreras de la temporada, el JS45 demostró ser extremadamente prometedor. Los problemas de frenada y de sensibilidad del cabeceo del Ligier JS43 del año anterior se habían solucionado en gran medida y esto, unido a la habilidad de Panis y a la durabilidad de los Bridgestone, permitió al piloto francés terminar quinto en Australia, tercero en Brasil y cuarto en Mónaco. y luego segundo en España, a sólo seis segundos del eventual campeón mundial Jacques Villeneuve. Estos resultados le sitúan tercero en el Campeonato de Pilotos, y tras el Gran Premio de España Villeneuve dijo que consideraba a Panis como una de sus principales amenazas para el resto de la temporada.
Sin embargo, una supuesta falla en la suspensión o un pinchazo provocó que Panis se estrellara fuertemente contra un muro de concreto en la siguiente carrera en Canadá, rompiéndose ambas piernas y dejándolo fuera de acción durante los siguientes siete Grandes Premios. No obstante, el coche siguió siendo competitivo gracias al sustituto de Panis, Jarno Trulli, que había sido reclutado de Minardi. Trulli terminó cuarto en Alemania antes de liderar la primera mitad del Gran Premio de Austria después de clasificar tercero, y estos logros impresionaron a Prost lo suficiente como para fichar al italiano a tiempo completo para 1998. Panis regresó para las últimas tres carreras de la temporada y recogió un último punto por su sexto puesto en su primera carrera de regreso, en Nürburgring.
El inexperto Nakano, mientras tanto, demostró ser sólido, si no espectacular, sumando dos puntos para el sexto puesto en Canadá (después de que la carrera se detuviera tras el accidente de Panis) y Hungría. Sin embargo, no retuvo su asiento en 1998, ya que Panis permaneció junto a Trulli y el equipo adoptó motores Peugeot, intercambiándolos con Jordan.
Al final de la temporada, Panis era décimo en el Campeonato de Pilotos con 16 puntos, mientras que Trulli era 16º con sus tres puntos de Alemania y Nakano era 19º con sus dos (aunque los tres ascendieron más tarde a una plaza tras la exclusión de Michael Schumacher de la clasificación). Con un total de 21 puntos, Prost quedó sexto en el campeonato de constructores.
Prost utilizó los logotipos de 'Gauloises', excepto en los Grandes Premios de Francia, Gran Bretaña y Alemania.

## Resultados
(Clave) (negrita indica pole position) (cursiva indica vuelta rápida)

| Año     | Motor           | Neu. | N.º | Pilotos       | 1   | 2   | 3   | 4   | 5   | 6   | 7   | 8   | 9   | 10  | 11  | 12  | 13  | 14  | 15  | 16  | 17  | Puntos | Pos. |
| ------- | --------------- | ---- | --- | ------------- | --- | --- | --- | --- | --- | --- | --- | --- | --- | --- | --- | --- | --- | --- | --- | --- | --- | ------ | ---- |
| 1997    | Mugen-Honda V10 | B    |     |               | AUS | BRA | ARG | SMR | MON | ESP | CAN | FRA | GBR | GER | HUN | BEL | ITA | AUT | LUX | JPN | EUR | 21     | 6.º  |
| 1997    | Mugen-Honda V10 | B    | 14  | Olivier Panis | 5   | 3   | Ret | 8   | 4   | 2   | 11  |     |     |     |     |     |     |     | 6   | Ret | 7   | 21     | 6.º  |
| 1997    | Mugen-Honda V10 | B    | 14  | Jarno Trulli  |     |     |     |     |     |     |     | 10  | 8   | 4   | 7   | 15  | 10  | Ret |     |     |     | 21     | 6.º  |
| 1997    | Mugen-Honda V10 | B    | 15  | Shinji Nakano | 7   | 14  | Ret | Ret | Ret | Ret | 6   | Ret | 11  | 7   | 6   | Ret | 11  | Ret | Ret | Ret | 10  | 21     | 6.º  |
| Fuente: |                 |      |     |               |     |     |     |     |     |     |     |     |     |     |     |     |     |     |     |     |     |        |      |